# 2-クロロ-4-カルボキシメチレンブタ-2-エン-1,4-オリドイソメラーゼ
2-クロロ-4-カルボキシメチレンブタ-2-エン-1,4-オリドイソメラーゼ (2-chloro-4-carboxymethylenebut-2-en-1,4-olide isomerase、EC 5.2.1.10) は、以下の化学反応を触媒する酵素である。
cis-2-クロロ-4-カルボキシメチレンブタ-2-エン-1,4-オリド{\displaystyle \rightleftharpoons }trans-2-クロロ-4-カルボキシメチレンブタ-2-エン-1,4-オリド
したがって、この酵素の基質はcis-2-クロロ-4-カルボキシメチレンブタ-2-エン-1,4-オリドのみ、生成物はtrans-2-クロロ-4-カルボキシメチレンブタ-2-エン-1,4-オリドのみである。
この酵素は異性化酵素、特にシス-トランス異性化酵素に分類される。系統名は、2-クロロ-4-カルボキシメチレンブタ-2-エン-1,4-オリド シス-トランス-イソメラーゼ (2-chloro-4-carboxymethylenebut-2-en-1,4-olide cis-trans-isomerase) である。クロロジエンラクトンイソメラーゼ (chlorodienelactone isomerase) などとも呼ばれる。この酵素は、1,4-ジクロロベンゼンの分解に関与している。